# Xandra Velzeboer
Xandra Velzeboer (* 7. September 2001 in Culemborg) ist eine niederländische Shorttrackerin.

## Werdegang
Xandra Velzeboer entstammt einer Shorttrackerfamilie. Ihr Vater Mark, ihre Tanten Simone und Monique sowie ihre Schwester Michelle sind bzw. waren auf internationalem Niveau in diesem Sport aktiv.
Velzeboer startete international erstmals bei den Juniorenweltmeisterschaften 2018 in Tomaszów Mazowiecki und belegte dabei den fünften Platz im Mehrkampf und den vierten Rang mit der Staffel. Ihr Debüt im Weltcup hatte sie im November 2018 in Calgary und errang dabei zweimal den 17. Platz über 500 m. Bei den Juniorenweltmeisterschaften 2019 in Montreal gewann sie die Silbermedaille über 500 m und kam mit der Staffel auf den achten Platz. Im folgenden Jahr holte sie bei den Juniorenweltmeisterschaften in Bormio über 500 m und mit der Staffel jeweils die Goldmedaille. In der Saison 2020/21 gewann sie bei den Europameisterschaften 2021 in Danzig über 500 m die Bronzemedaille und mit der Staffel die Silbermedaille und bei den Weltmeisterschaften 2021 in Dordrecht über 1500 m die Bronzemedaille und mit der Staffel die Goldmedaille.

## Persönliche Bestzeiten
- 500 m 41,416 s (aufgestellt am 4. November 2022 in Salt Lake City)
- 1000 m 1:26,592 min (aufgestellt am 11. Februar 2022 in Peking)
- 1500 m 2:17,844 min (aufgestellt am 21. Oktober 2021 in Peking)
- 3000 m 5:07,296 min (aufgestellt am 10. April 2022 in Montreal)

## Erfolge

### Olympische Spiele
- 2022 Peking: 1. Platz Staffel, 4. Platz Mixed-Staffel, 5. Platz 1000 m, 4. Platz 1500 m, 16. Platz 500 m

### Weltmeisterschaften
- 2021 Rotterdam: 1. Platz Staffel, 3. Platz 1500 m, 6. Platz Mehrkampf, 7. Platz 500 m, 11. Platz 1000 m
- 2022 Montreal: 1. Platz 500 m, 3. Platz Staffel, 3. Platz Mehrkampf, 3. Platz 1000 m, 6. Platz 1500 m
- 2023 Seoul: 1. Platz Mixed-Staffel, 1. Platz Staffel, 1. Platz 500 m, 1. Platz 1000 m
- 2024 Rotterdam: 1. Platz Staffel, 2. Platz 500 m, 4. Platz Mixed-Staffel, 9. Platz 1000 m
- 2025 Peking: 1. Platz 500 m, 3. Platz Staffel, 3. Platz 1000 m, 4. Platz Mixed-Staffel

### Europameisterschaften
- 2021 Danzig: 2. Platz Staffel, 3. Platz 500 m, 6. Platz Mehrkampf, 6. Platz 1500 m, 9. Platz 1000 m
- 2023 Danzig: 1. Platz Mixed-Staffel, 1. Platz Staffel, 5. Platz 1000 m, 20. Platz 1500 m, 31. Platz 500 m
- 2024 Danzig: 1. Platz Mixed-Staffel, 1. Platz Staffel, 2. Platz 500 m, 3. Platz 1000 m, 6. Platz 1500 m
- 2025 Dresden: 1. Platz 1500 m, 3. Platz Staffel

### Platzierungen im Weltcup

#### Weltcupsiege

##### Weltcupsiege im Einzel
| Nr. | Datum             | Ort            | Disziplin |
| --- | ----------------- | -------------- | --------- |
| 1.  | 29. Oktober 2022  | Montreal       | 1000 m    |
| 2.  | 30. Oktober 2022  | Montreal       | 500 m     |
| 3.  | 6. November 2022  | Salt Lake City | 500 m     |
| 4.  | 12. Februar 2023  | Dordrecht      | 500 m     |
| 5.  | 22. Oktober 2023  | Montreal       | 500 m     |
| 6.  | 10. Dezember 2023 | Peking         | 500 m     |
| 7.  | 17. Dezember 2023 | Seoul          | 500 m     |
| 8.  | 11. Februar 2024  | Dresden        | 500 m     |
| 9.  | 18. Februar 2024  | Danzig         | 500 m     |
| 10. | 26. Oktober 2024  | Montreal       | 1000 m    |
| 11. | 27. Oktober 2024  | Montreal       | 500 m     |
| 12. | 3. November 2024  | Montreal       | 500 m     |
| 13. | 8. Dezember 2024  | Peking         | 500 m     |

##### Weltcupsiege im Team
| Nr. | Datum             | Ort         |
| --- | ----------------- | ----------- |
| 1.  | 31. Oktober 2021  | Nagoya 1    |
| 2.  | 21. November 2021 | Debrecen 1  |
| 3.  | 28. November 2021 | Dordrecht 1 |
| 4.  | 30. Oktober 2022  | Montreal 2  |
| 5.  | 5. Februar 2023   | Dresden 1   |
| 6.  | 11. Februar 2023  | Dordrecht 3 |
| 7.  | 29. Oktober 2023  | Montreal 5  |
| 8.  | 9. Dezember 2023  | Peking 4    |
| 9.  | 10. Dezember 2023 | Peking 5    |
| 10. | 16. Dezember 2023 | Seoul 6     |
| 11. | 17. Dezember 2023 | Seoul 7     |
| 12. | 11. Februar 2024  | Dresden 1   |
| 13. | 17. Februar 2024  | Danzig 8    |
| 14. | 18. Februar 2024  | Danzig 2    |
| 15. | 27. Oktober 2024  | Montreal 9  |
| 16. | 8. Februar 2025   | Tilburg 10  |
| 17. | 9. Februar 2025   | Tilburg 11  |
| 18. | 15. Februar 2025  | Mailand 10  |
| 19. | 16. Februar 2025  | Mailand 11  |

#### Weltcup-Gesamtplatzierungen
| Saison  | Gesamt | Gesamt | 500 m  | 500 m | 1000 m | 1000 m | 1500 m | 1500 m |
| Saison  | Punkte | Platz  | Punkte | Platz | Punkte | Platz  | Punkte | Platz  |
| ------- | ------ | ------ | ------ | ----- | ------ | ------ | ------ | ------ |
| 2018/19 | -      | -      | 562    | 43.   | -      | -      | -      | -      |
| 2019/20 | -      | -      | 4.126  | 23.   | 2.621  | 31.    | 1.413  | 36.    |
| 2021/22 | -      | -      | 9.217  | 6.    | 15.616 | 4.     | 6.126  | 9.     |
| 2022/23 | 640    | 8.     | 426    | 1.    | 170    | 11.    | 44     | 30.    |
| 2023/24 | 1.085  | 3.     | 650    | 1.    | 210    | 12.    | 225    | 8.     |
| 2024/25 | 950    | 2.     | 398    | 2.    | 374    | 1.     | 146    | 8.     |